# Chiesa dei Santi Gervasio e Protasio (Bariano)
La chiesa arcipresbiterale plebana dei Santi Gervasio e Protasio è la parrocchiale di Bariano, in provincia e diocesi di Bergamo; fa parte del vicariato di Ghisalba-Romano.

## Storia
La prima menzione di una chiesa a Bariano dedicata ai Santi Gervasio e Protasio è da ricercarsi in un documento datato 1148 nel quale si dice che il cardinale Guidone da Somma la attribuì alla diocesi di Bergamo; era compresa nella pieve foraniale di Fara. 

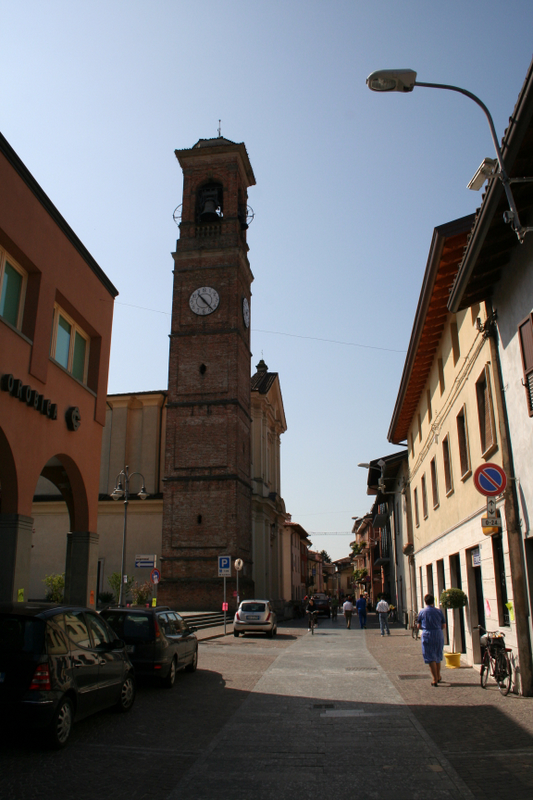
Il campanile

In un secondo momento, le fonti non specificano quando, la suddetta chiesa fu declassata a campestre e il suo precedente titolo venne traslato a quella di San Bartolomeo in paese. La parrocchiale passò nel 1565 alla vicaria di Ghisalba, mentre nel 1574 ne costituì una autonoma. Dalla relazione della visita pastorale del 1575 dell'arcivescovo di Milano Carlo Borromeo s'apprende che la parrocchiale era sempre dedicata a San Bartolomeo, che la chiesetta dei Santi Gervasio e Protasio era stata rifatta da non molto tempo e che entrambe erano ritornate nella vicaria di Ghisalba. Da quanto scritto in un documento di poco posteriore si intuisce che la chiesa dei Santi Gervasio e Protasio aveva assunto il titolo di comparrocchiale.
Nel 1667 la parrocchia di Bariano risulta aver ripreso l'antico nonché attuale titolo dei Santi Gervasio e Protasio. Nel 1734 la chiesa entrò a far parte della vicaria di Mornico. La nuova parrocchiale venne costruita tra il 1743 e il 1750 sul luogo dell'antica chiesa di San Bartolomeo; il campanile fu eretto nel 1757. Nel 1820 la chiesa passò alla vicaria di Spirano e la consacrazione venne impartita dal vescovo Pier Luigi Speranza il 28 aprile 1868. La parrocchiale fu ceduta nel 1923 alla vicaria di Romano di Lombardia e nel 1971, in seguito alla riorganizzazione territoriale della diocesi, alla neo-costituita zona pastorale IX. Infine, nel 1979 venne aggregata al vicariato di Ghisalba-Romano.